# Elecciones presidenciales de Rumania de 1980
Una elección presidencial indirecta se llevó a cabo en la República Socialista de Rumania el 28 de marzo de 1980. Nicolae Ceaușescu, dictador del país desde 1965 fue reelegido para un segundo mandato sin oposición por la Gran Asamblea Nacional, que ejercía como colegio electoral. La elección se retrasó un año, para que fuera realizada después de las Elecciones  legislativas de 1980.